# Howard Webb
Howard Melton Webb MBE (Rotherham, 14 juli 1971) is een Engels voormalig voetbalscheidsrechter. Webb was voorafgaand aan zijn carrière als arbiter een politieagent.
Webb was sinds 2005 actief in internationale wedstrijden. Het Europees kampioenschap voetbal 2008 was het derde grote internationale toernooi waar hij als scheidsrechter optrad. Hij werd tijdens dit toernooi met name in Polen sterk bekritiseerd en zelfs met de dood bedreigd, omdat hij in de slotfase van de wedstrijd tussen Polen en Oostenrijk een dubieuze strafschop aan de Oostenrijkers verleende, waardoor het spel in 1–1 eindigde. Hierdoor kwam het Poolse elftal niet door de groepsfase. Voor het EK was hij al arbiter bij het WK onder de 20 in Canada en bij het EK onder 21 in Portugal. Webb was ook scheidsrechter tijdens verschillende interlands en Europese clubwedstrijden, onder andere in de Champions League.
Hij floot op 22 mei 2010 de finale van de UEFA Champions League tussen Bayern München en Internazionale.
Op 11 juli 2010 leidde Webb de finale van het wereldkampioenschap in Zuid-Afrika tussen Spanje en Nederland. In deze wedstrijd, die door Spanje werd gewonnen met 1–0, trok hij 14 gele kaarten; één hiervan werd omgezet in rood na twee gele kaarten. Het record aan kaarten in een WK-finale stond tot voor de wedstrijd op zes: dat gebeurde in 1986. Hij is door zowel Nederlanders als Spanjaarden bekritiseerd voor het maken van fouten in deze wedstrijd.
In zijn biografie The Man in the Middle erkende Webb naderhand dat hij minimaal één keer rood had moeten trekken en wel voor de woeste karatetrap van Nigel de Jong aan het adres van Xabi Alonso. Webb had het echter niet goed kunnen zien. 

Ik stond achter Alonso, dus ik zag niet hoe hard hij werd geraakt. Ik wist wel dat de overtreding een kaart waard was. Niemand van mijn team suggereerde via onze radioverbinding ook iets anders. Ik dacht voor de volle 100 procent aan een gele kaart. Ik heb niet eens aan een rode kaart gedacht.

Webb was desondanks scheidsrechter tijdens het Europees kampioenschap, twee jaar later. Hij floot drie wedstrijden tijdens het toernooi, waaronder de kwartfinale tussen Tsjechië en Portugal.
In maart 2013 noemde de FIFA Webb een van de vijftig potentiële scheidsrechters voor het wereldkampioenschap voetbal 2014 in Brazilië. Op 15 januari 2014 maakte de wereldvoetbalbond bekend dat hij een van de 25 scheidsrechters op het toernooi zou zijn. Daarbij werd hij geassisteerd door Michael Mullarkey en Darren Cann. In augustus, een maand na het WK, maakte Webb bekend te stoppen als professioneel voetbalscheidsrechter. Wel bleef hij actief in de wereld van de voetbalarbitrage als technisch directeur van de Engelse scheidsrechtersbond.

## Interlands
| Datum             | Plaats         | Wedstrijd                        | Uitslag            | Competitie                         | Kreeg geel | Kreeg voor de tweede keer geel en dus rood | Weggestuurd |
| ----------------- | -------------- | -------------------------------- | ------------------ | ---------------------------------- | ---------- | ------------------------------------------ | ----------- |
| 15 november 2005  | Belfast        | Noord-Ierland – Portugal         | 1 – 1              | Vriendschappelijk                  | 3          | 0                                          | 0           |
| 6 september 2006  | Eindhoven      | Nederland – Wit-Rusland          | 3 – 0              | Kwalificatie EK 2008               | 3          | 0                                          | 0           |
| 24 maart 2007     | Kaunas         | Litouwen – Frankrijk             | 0 – 1              | Kwalificatie EK 2008               | 2          | 0                                          | 0           |
| 12 september 2007 | Kiev           | Oekraïne – Italië                | 1 – 2              | Kwalificatie EK 2008               | 2          | 0                                          | 0           |
| 17 oktober 2007   | München        | Duitsland – Tsjechië             | 0 – 3              | Kwalificatie EK 2008               | 1          | 0                                          | 0           |
| 21 november 2007  | Celje          | Slovenië – Bulgarije             | 0 – 2              | Kwalificatie EK 2008               | 5          | 0                                          | 1           |
| 28 maart 2007     | Duisburg       | Duitsland – Denemarken           | 0 – 1              | Vriendschappelijk                  | 1          | 0                                          | 0           |
| 12 juni 2008      | Wenen          | Oostenrijk – Polen               | 2 – 1              | Groepsfase EK 2008                 | 5          | 0                                          | 0           |
| 18 juni 2008      | Salzburg       | Griekenland – Spanje             | 2 – 1              | Groepsfase EK 2008                 | 5          | 0                                          | 0           |
| 19 augustus 2008  | Londen         | Australië – Zuid-Korea           | 2 – 2              | Vriendschappelijk                  | 3          | 0                                          | 0           |
| 10 september 2008 | Lissabon       | Portugal – Denemarken            | 2 – 3              | Kwalificatie WK 2010               | 3          | 0                                          | 0           |
| 19 november 2008  | Piraeus        | Griekenland – Italië             | 1 – 1              | Vriendschappelijk                  | 2          | 0                                          | 0           |
| 10 februari 2009  | Londen         | Brazilië – Italië                | 2 – 0              | Vriendschappelijk                  | 3          | 0                                          | 0           |
| 1 april 2009      | Saint-Denis    | Frankrijk – Litouwen             | 1 – 0              | Kwalificatie WK 2010               | 4          | 0                                          | 0           |
| 15 juni 2009      | Bloemfontein   | Brazilië – Egypte                | 4 – 3              | Groepsfase Confederations Cup 2009 | 1          | 0                                          | 1           |
| 20 juni 2009      | Johannesburg   | Irak – Nieuw-Zeeland             | 0 – 0              | Groepsfase Confederations Cup 2009 | 2          | 0                                          | 0           |
| 14 oktober 2009   | Bakoe          | Azerbeidzjan – Rusland           | 1 – 1              | Kwalificatie WK 2010               | 4          | 0                                          | 0           |
| 16 juni 2010      | Durban         | Spanje – Zwitserland             | 0 – 1              | Groepsfase WK 2010                 | 4          | 0                                          | 0           |
| 24 juni 2010      | Johannesburg   | Slowakije – Italië               | 3 – 2              | Groepsfase WK 2010                 | 8          | 0                                          | 0           |
| 28 juni 2010      | Johannesburg   | Brazilië – Chili                 | 3 – 0              | Achtste finale WK 2010             | 5          | 0                                          | 0           |
| 11 juli 2010      | Johannesburg   | Nederland – Spanje               | 0 – 1 (n.v.)       | Finale WK 2010                     | 12         | 1                                          | 0           |
| 8 oktober 2010    | Berlijn        | Duitsland – Turkije              | 3 – 0              | Kwalificatie EK 2012               | 1          | 0                                          | 0           |
| 17 november 2010  | Aarhus         | Denemarken – Tsjechië            | 0 – 0              | Vriendschappelijk                  | 0          | 0                                          | 0           |
| 27 maart 2011     | Londen         | Brazilië – Schotland             | 2 – 0              | Vriendschappelijk                  | 0          | 0                                          | 0           |
| 1 juni 2011       | Niigata        | Japan – Peru                     | 0 – 0              | Vriendschappelijk                  | 3          | 0                                          | 0           |
| 6 september 2011  | Boekarest      | Roemenië – Frankrijk             | 0 – 0              | Kwalificatie EK 2012               | 5          | 0                                          | 0           |
| 7 oktober 2011    | Piraeus        | Griekenland – Kroatië            | 2 – 0              | Kwalificatie EK 2012               | 9          | 0                                          | 0           |
| 11 november 2011  | Zenica         | Bosnië en Herzegovina – Portugal | 0 – 0              | Kwalificatie EK 2012               | 3          | 0                                          | 0           |
| 29 februari 2012  | Cardiff        | Wales – Costa Rica               | 0 – 1              | Vriendschappelijk                  | 0          | 0                                          | 0           |
| 8 juni 2012       | Wrocław        | Rusland – Tsjechië               | 4 – 1              | Groepsfase EK 2012                 | 0          | 0                                          | 0           |
| 14 juni 2012      | Poznań         | Italië – Kroatië                 | 1 – 1              | Groepsfase EK 2012                 | 3          | 0                                          | 0           |
| 21 juni 2012      | Warschau       | Tsjechië – Portugal              | 0 – 1              | Kwartfinale EK 2012                | 3          | 0                                          | 0           |
| 12 oktober 2012   | Istanboel      | Turkije - Roemenië               | 0 – 1              | Kwalificatie WK 2014               | 1          | 0                                          | 0           |
| 19 juni 2013      | Fortaleza      | Brazilië – Mexico                | 2 – 0              | Confederations Cup                 | 5          | 0                                          | 0           |
| 27 juni 2013      | Fortaleza      | Spanje – Italië                  | 0 – 0 (7–6 n.s.)   | Confederations Cup                 | 2          | 0                                          | 0           |
| 14 augustus 2013  | Boedapest      | Hongarije – Tsjechië             | 1 – 1              | Vriendschappelijk                  | 1          | 0                                          | 0           |
| 11 oktober 2013   | Zagreb         | Kroatië - België                 | 1 – 2              | Kwalificatie WK 2014               | 5          | 0                                          | 0           |
| 19 juni 2014      | Brasilia       | Colombia – Ivoorkust             | 2 – 1              | Groepsfase WK 2014                 | 2          | 0                                          | 0           |
| 28 juni 2014      | Belo Horizonte | Brazilië – Chili                 | 1 – 1 (3 – 2 n.s.) | Achtste finale WK 2014             | 7          | 0                                          | 0           |